# Dennis Coenen
Dennis Coenen (Genk, 13 november 1991) is een Belgisch voormalig wielrenner.

## Carrière
In 2014 reed Coenen voor Leopard Development Team, het opleidingsteam van UCI World Tour-team Trek Factory Racing. Na één jaar maakte hij de overstap naar Vastgoedservice-Golden Palace Continental Team. Tussen 2017 en 2019 reed hij bij Cibel-Cebon en daarna stopte hij zijn professionele carrière.

## Overwinningen
2014
Ronde van Overijssel

## Ploegen
- 2014 –  Leopard Development Team
- 2015 –  Vastgoedservice-Golden Palace Continental Team
- 2016 –  Crelan-Vastgoedservice Continental Team
- 2017 –  Cibel-Cebon
- 2018 –  Cibel-Cebon
- 2019 –  Cibel-Cebon

Bouvry · Cobbaert · Coenen · Cools · De Bock · De Paepe · Dieleman · Jans · Janssens · Marchand · Raymackers · J. Reynaerts · W. Reynaerts · Ruyters · Stevens · Teugels